# Palacio de Oficinas Públicas
Le Palacio de Oficinas Públicas (en français : Palais des offices publics), appelé aussi Palacio Veltroni, actuellement occupé par l'Office des Postes des Correos de l'Uruguay, correspond à un bâtiment hautement emblématique de la ville de Salto, capitale du département homonyme, en Uruguay.

## Situation
La Palacio de Oficinas Públicas, qui abritait dans ses murs  les services de l'État et de la justice, est aujourd'hui occupé par l'Office des Postes, (en espagnol : Correos y Telegrafos) de Salto, en rez-de-chaussée, et par les services du Cadastre, à l'étage. Le choix de son emplacement au centre de la ville s'inscrivait dans le mouvement de transformation urbaine de Salto depuis le début du XXe siècle.
Situé au cœur historique du Barrio Centro de Salto, ce grand bâtiment administratif s'intercale entre la grande place centrale Artigas, à l'est, et la place Treinta-y-Tres, la plus ancienne place urbaine  de la ville, à l'ouest, et à l'angle de la rue Artigas, au sud, et la rue Treinta-y-Tres, au nord. Il contribue grandement à la richesse patrimoniale du centre de la ville de Salto.

## Histoire
Originellement prévu dès 1912, le Palacio de Oficinas Públicas dont les premiers travaux commencèrent en 1919 fut officiellement inauguré en 1924 pour y héberger tous les services de l'État uruguayen à Salto afin d'y affirmer son rang de capitale départementale. Pour correspondre à la mesure de la puissance publique de l'État, cette construction devait être une création originale et être fortement représentative pour devenir un édifice emblématique de la ville de Salto.
Il fut conçu dans le style éclectique, moulé dans une architecture médiévale fortement empruntée à l'Italie. S'ouvrant sur une large esplanade ouverte au public, le bâtiment est ainsi
articulé comme un palais florentin  avec une tour établie à l'angle des rues Artigas et Treinta-y-Tres et qui domine cet ensemble aux lignes épurées et austères. Le bâtiment fut réalisé d'après les plans d'un architecte italien, Giovanni Veltroni, duquel l'édifice est aussi appelé Palacio Veltroni.
Le choix d'un architecte italien  n'était pas le fruit d'un hasard, il répondait au style ambiant des édifices publics de Salto fortement influencés par le style italien ou français comme le Palais Córdoba - Intendance départementale de Salto, le Teatro Larrañaga, l'Ateneo de Salto ou encore le musée Gallino des Beaux Arts bien que celui-ci fut construit plus tard. Cette conception ingénieuse alliée à une architecture originale en plein cœur de la ville a permis de le classer Monument Historique National. Le Palacio de Oficinas Públicas ou Palacio Veltroni fait partie des trente sites classés de la ville de Salto.

## Galerie

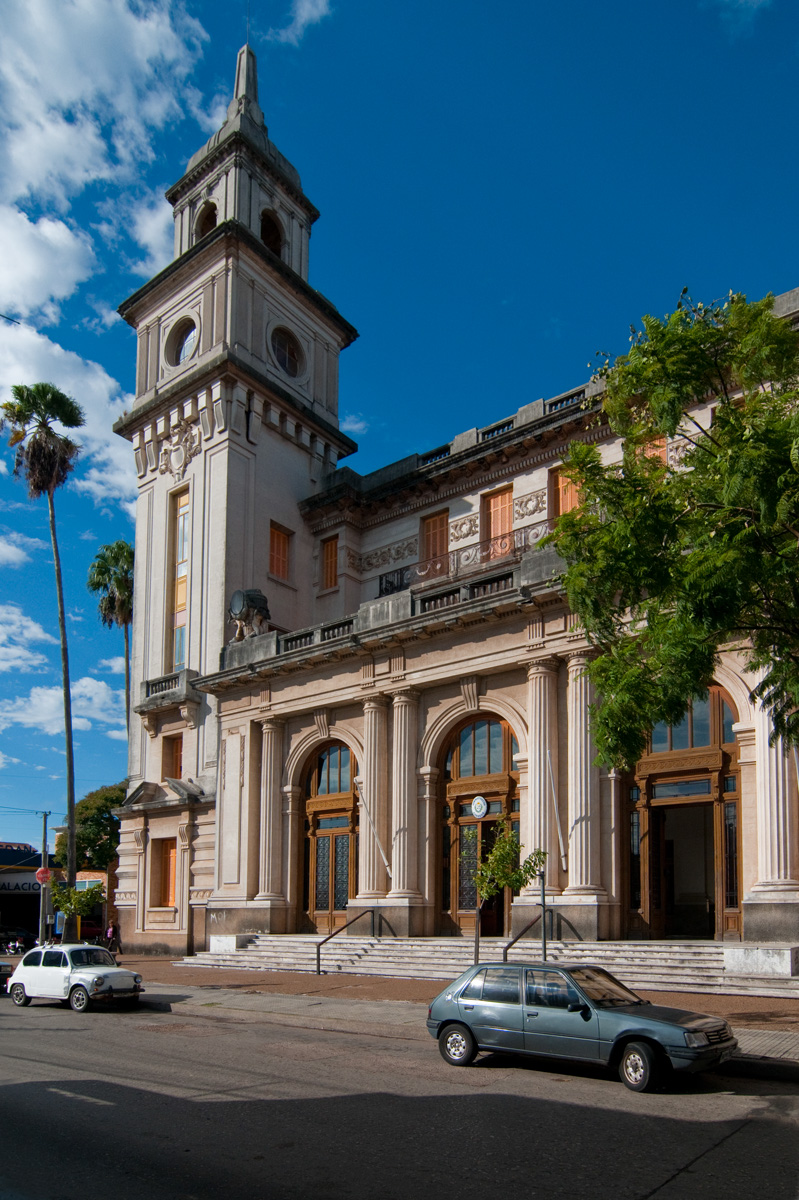
Vue latérale du Palacio Veltroni à Salto.
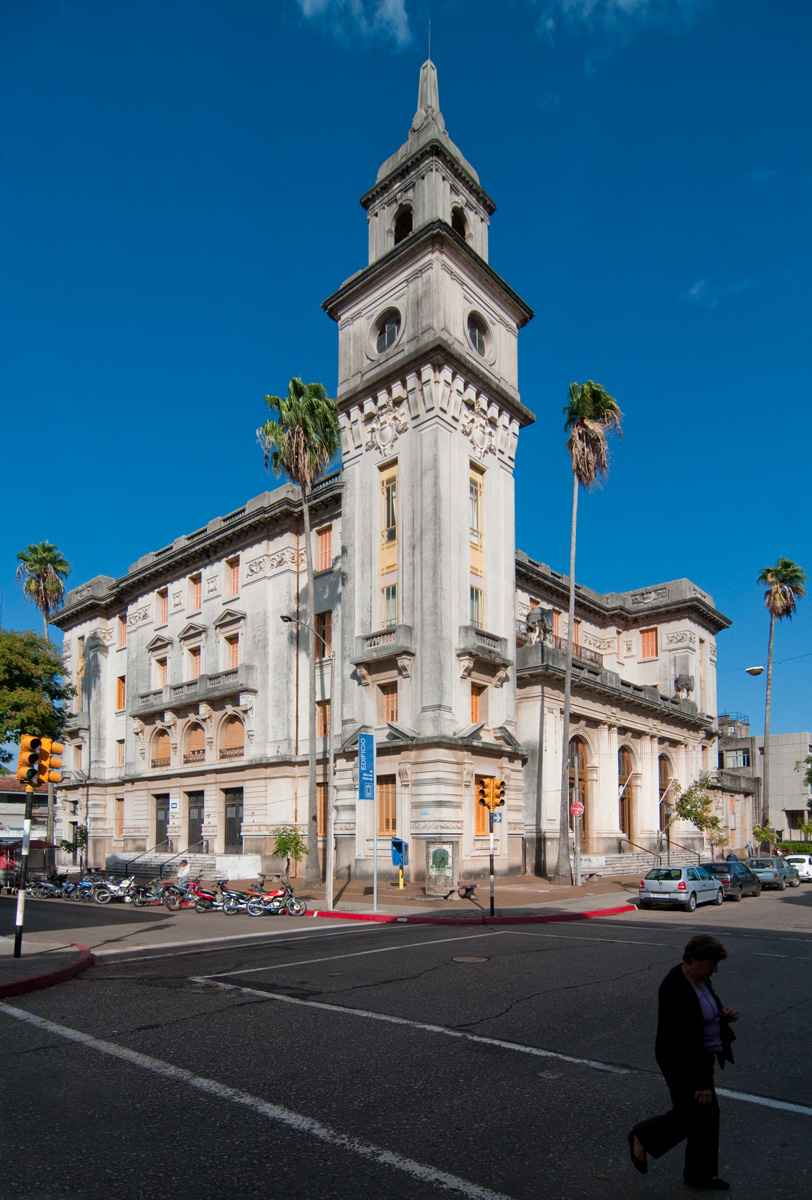
La tour d'angle du Palacio Veltroni.
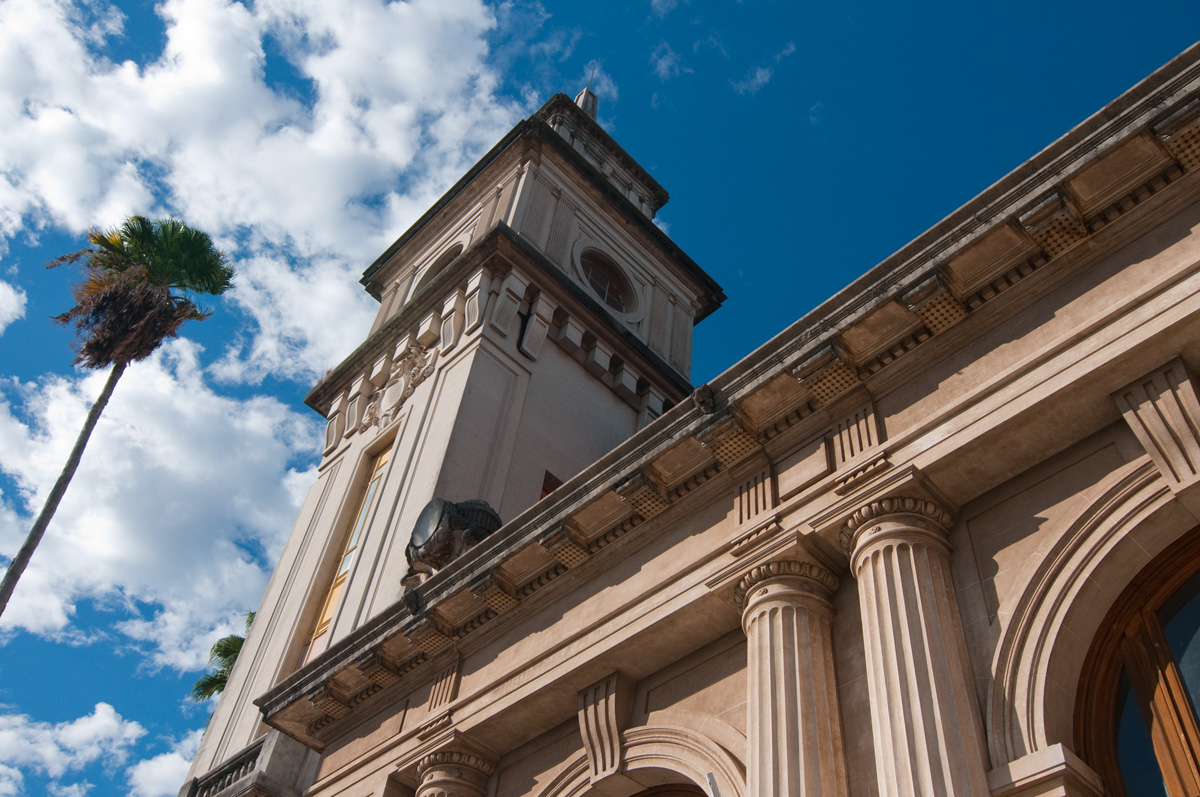
Vue sur la tour du Palacio Veltroni.
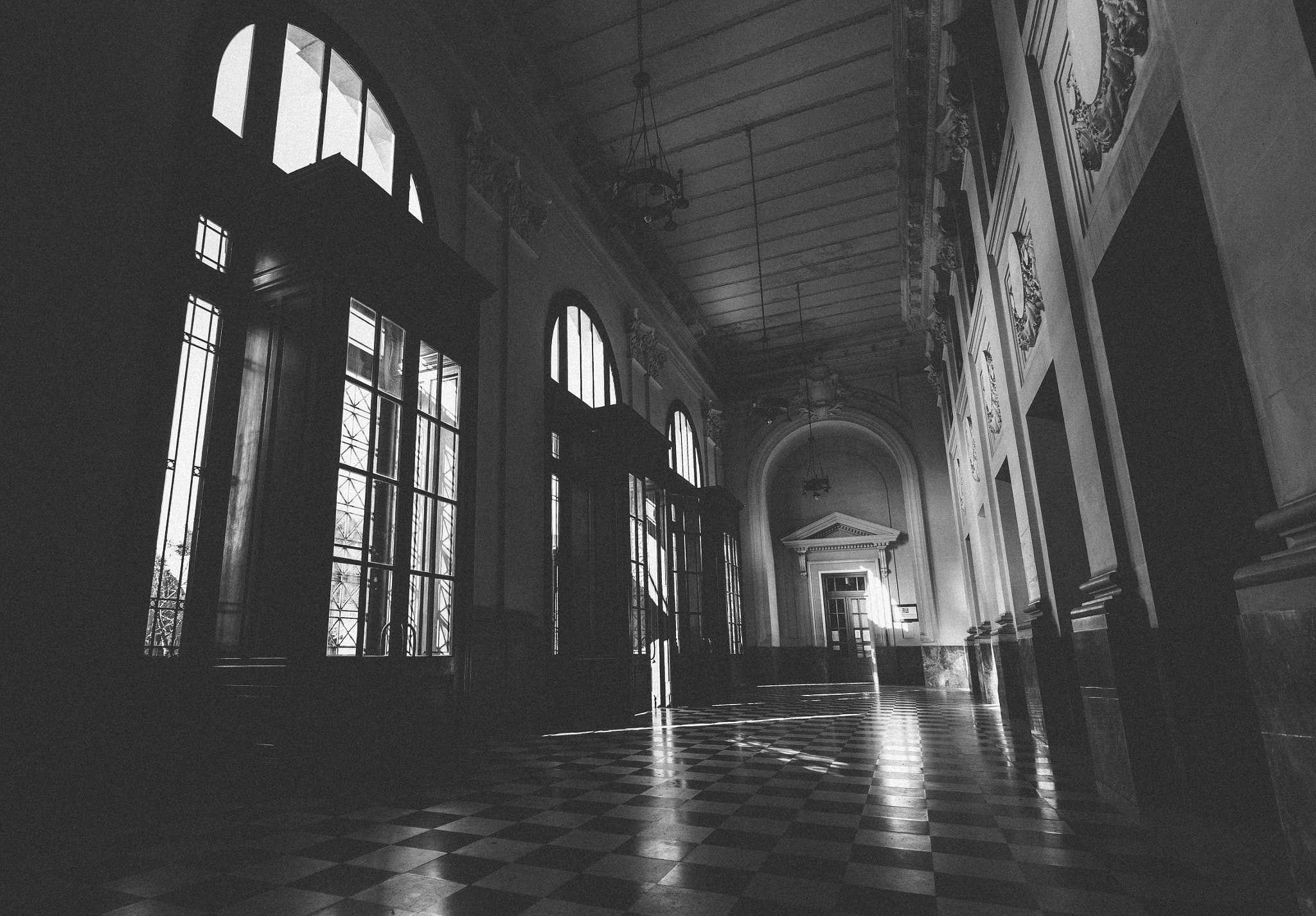
Hall d'accueil du Palacio de Oficinas Públicas.
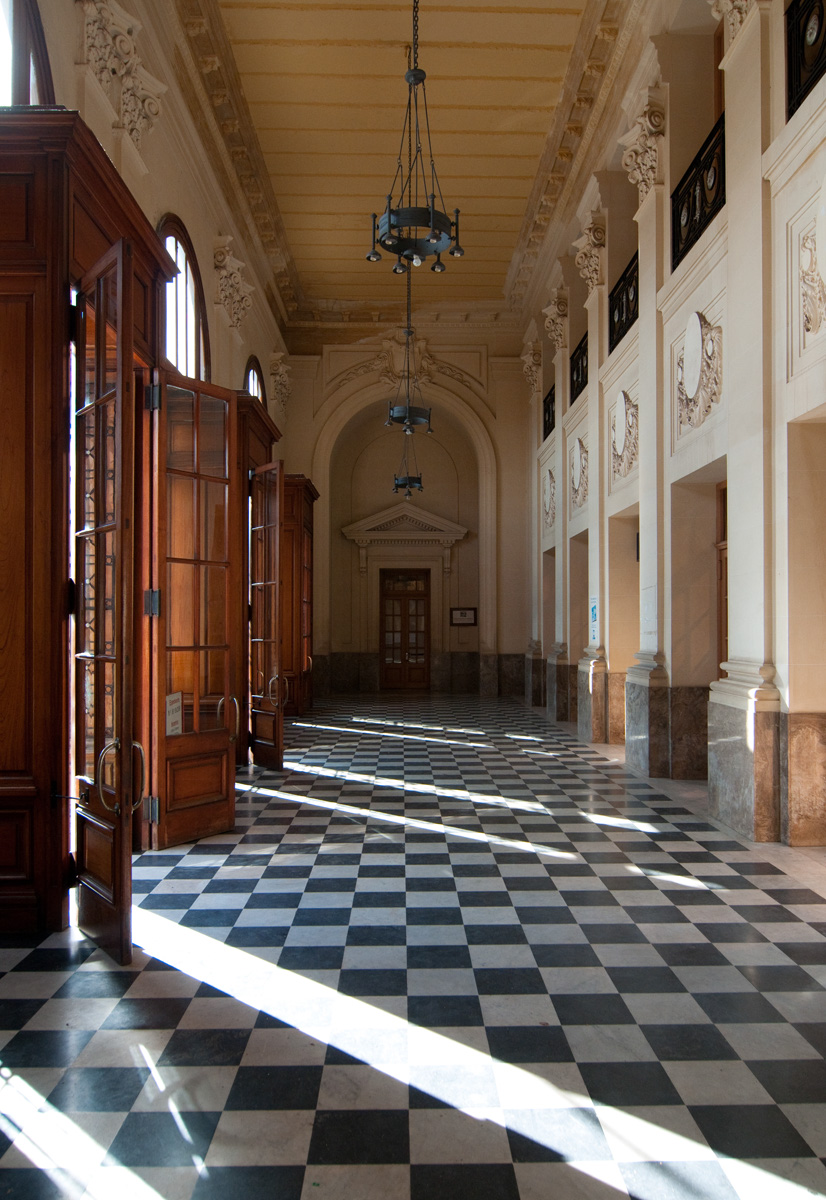
Le hall public réservé à la clientèle des Postes.